# Eska Rock TV
Eska Rock TV (zapis stylizowany: Eska ROCK TV) – polski kanał telewizyjny o charakterze muzycznym, należący początkowo do ZPR Media, a obecnie do Telewizji Polsat. Rozpoczął nadawanie 1 września 2017 roku o godz. 6:00, zastępując stację Hip Hop TV. Dyrektorem programowym stacji został Zbigniew Frączek, pełniąc jednocześnie funkcję dyrektora programowego stacji radiowej Eska Rock.

## Historia
W lipcu 2017 roku, w związku z niskimi wynikami oglądalności, spółka ZPR Media poinformowała o złożeniu wniosku do Krajowej Rady Radiofonii i Telewizji o zmianę nazwy kanału Hip Hop TV na Eska Rock TV oraz zmianie profilu muzycznego na rockowy. 1 września tego samego roku o godz. 6:00 kanał Eska Rock TV rozpoczął nadawanie, zastępując stację Hip Hop TV. 4 grudnia 2017 roku Telewizja Polsat Sp. z o.o. w wyniku umowy zawartej z Grupą ZPR Media nabyła 100% akcji spółki Eska TV S.A. będącego nadawcą stacji stając się tym samym jedynym jej właścicielem. Od 18 czerwca 2024 roku jest nadawany w jakości HD.

## Dostępność
- Polsat Box – pozycja 189[9]
- Platforma Canal+ – pozycja 258[10]
- Vectra – pozycja 605[11]
- Orange (pozycja 679)[11]
- Netia (pozycja 241)[11]
- Toya (pozycja 736)[11]

## Profil stacji
W ofercie programowej kanału znalazły się utwory muzyczne utrzymane w stylach mainstreamowy pop-rock, classic rock oraz muzyka alternatywna, a także pasma tematyczne.

## Pasma
Opracowano na podstawie materiału źródłowego.
- Aktywacja (zapis stylizowany: @ktywacja)
- Gramy co chcemy
- Rock nie wyrok
- Rock by night